# Zofia Czajkowska
Pour les articles homonymes, voir Czajkowska.
Zofia Czajkowska, née le 4 août 1905 à Tarnów et morte en avril 1978 dans la même ville, est une musicienne polonaise, connue pour être la première cheffe d'orchestre de l'Orchestre des femmes d'Auschwitz en 1943. Elle survit aux camps de concentration.
Professeure de musique à Tarnów, Zofia Czajkowska est déportée à Auschwitz en 1942 en tant que prisonnière politique. Un an après, elle devient la cheffe de l'orchestre des femmes naissant. Pendant ses quatre mois d'exercice, elle intègre des femmes de tous les niveaux, certaines inexpérimentées, voire ne savant pas jouer, leur sauvant la vie. L'orchestre a un niveau rudimentaire et un faible répertoire, ce qui est la cause de son remplacement en août 1943 par l'Autrichienne Alma Rosé.
Elle devient cheffe du Block et joue dans l'orchestre du violon et du piano, jusqu'à sa fermeture en octobre 1944. En janvier et février 1945, elle est déportée à Ravensbrück puis à Neustadt-Glewe (de), jusqu'à la libération du camp en mai 1945.

## Vie en Pologne
Zofia Czajkowska naît le 4 août 1905 à Tarnów, ville chef-lieu de district située à l'Est de la voïvodie de Petite-Pologne. Elle est la fille de Mariana Adrian, née en 1870 à Nowa Cerkiew, et de Piotr Czajkowsk, né en 1860 à Olbierzowice.
Avant-guerre, elle est professeure de musique, même si quelques sources affirment qu'elle n'avait que peu de connaissances musicales. Elle est décrite comme n'ayant pas de talent particulier,.
En 1940, elle est domiciliée à Tarnów, où elle travaille à l'École nationale de commerce. Elle est faite prisonnière par les Allemands le 19 septembre 1940 lors de la fermeture de l'école. Elle est détenue à la prison de Tarnów, où elle est torturée. Zofia Czajkowska est âgée de trente-huit ans lorsqu'elle est déportée au camp de concentration et d'extermination d'Auschwitz, le 27 avril 1942 depuis Tarnów, en tant que prisonnière politique non-juive.

## Au sein de l'Orchestre des femmes

### Constitution et direction de l'ensemble
Lorsqu'un orchestre est constitué dans le camp des femmes en avril 1943 par l'Aufseherin et commandante en chef du camp Maria Mandl, et le SS-Obersturmführer Franz Hössler, Zofia Czajkowska est volontaire pour devenir cheffe d'orchestre. Elle est acceptée. Devenue kapo, elle assure une liaison vitale avec la direction du camp. Elle est surnommée « Pani Zofia ».
L'orchestre compte à son origine six membres — une Ukrainienne et cinq Polonaises —, avant que l'accès soit ouvert aux juives en mai et que l'effectif monte à vingt musiciennes, de toutes nationalités, à la fin du mois de juin. Les conditions d'accès nécessitent seulement une connaissance des bases rudimentaires d'un instrument ; certaines ne savent presque pas jouer. Zofia Czajkowska tente de sauver la vie d'autres femmes qui n'étaient pas instrumentistes ou chanteuses,, les faisant devenir copistes. Ainsi, lors de la constitution du groupe en avril, deux prisonnières issues du même convoi que Zofia Czajkowska l'intègrent sans y jouer. L'ensemble joue quotidiennement en extérieur à l'arrivée et au départ des Arbeitkommando et quelquefois pour des prisonniers malades, avec un répertoire pauvre. Leurs instruments proviennent des entrepôts du camp, où ils sont confisqués aux prisonniers lors de leur arrivée.

### Après août 1943, simple musicienne

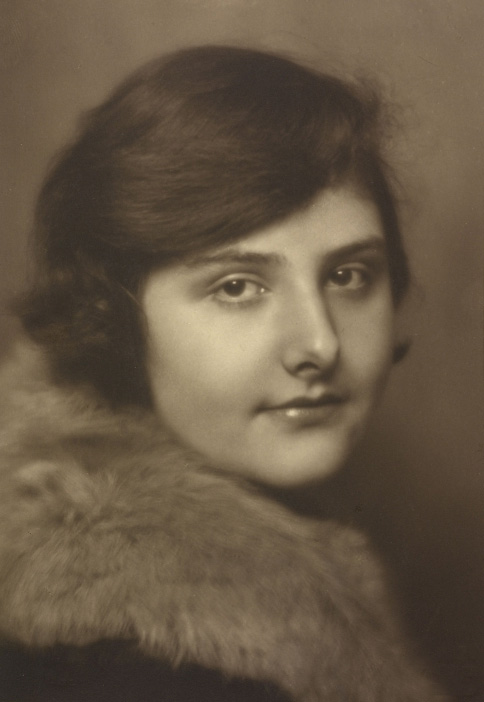
Portrait d'Alma Rosé avant-guerre.

Quatre mois après la fondation de l'orchestre, en août 1943, Maria Mandl fait remplacer Zofia Czajkowska par Alma Rosé, musicienne autrichienne mieux qualifiée et cheffe aguerrie. Cette dernière améliore le niveau et le répertoire de l'orchestre,, et de fait augmente les chances de survie de ses membres.
Zofia Czajkowska intègre alors l'orchestre comme pianiste et violoniste. Malgré son déclassement, elle demeure bien gradée dans le groupe. Elle occupe la fonction de cheffe de Block (Blockalteste), et est l'interprète des Polonaises auprès de sa successeure. C'est elle qui annonce le décès d'Alma Rosé à ses compagnes en avril 1944, qui est remplacée par la pianiste russe Sonia Vinogradova.

## Après l'orchestre
L'orchestre des femmes prend fin en octobre 1944,. Les membres juives de l'ensemble sont déportées le 1er novembre 1944 à Bergen-Belsen. Avec onze autres femmes de l'orchestre — Jadwiga Kollak, Esther Bejarano, Helena Dunicz-Niwińska, Irena Łagowska, Irena Walaszczyk, Kazimiera Małys, Józefa Maria Bielakowska, Maria Langenfeld, Maria Moś, Jadwiga Zatorska et Zofia Cykowiak —, Zofia Czajkowska est déportée le 18 janvier 1945 pour le camp de concentration de Ravensbrück, puis pour celui de Neustadt-Glewe (de), camp satellite érigé fin 1944 et situé en Mecklembourg-Poméranie-Occidentale dans l'Ouest de l'Allemagne, le 13 février 1945 — avec Jadwiga Kollak, Helena Dunicz-Niwińska, Józefa Maria Bielakowska, Maria Langenfeld, Jadwiga Zatorska et Zofia Cykowiak —. Elles sont libérées le 2 mai 1945 par l'Armée rouge.
Après la libération, Zofia Czajkowska s'établit en Pologne. Elle décède en avril 1978 à Tarnów,.